# Robert Eggers
Robert Houston Eggers (nascido em 7 de julho de 1983) é um diretor de cinema, roteirista e designer de produção americano. Ele é conhecido por seus aclamados filmes de terror A Bruxa (2015), O Farol (2019) e Nosferatu (2024), bem como co-escrever e dirigir o filme O Homem do Norte (2022). Eggers começou sua carreira como designer e diretor de produções teatrais em Nova York antes de começar a trabalhar no cinema. Seus filmes misturam elementos do terror, folclore e mitologia, além de serem famosos por sua fidelidade histórica.

## Biografia
Robert Houston Eggers nasceu em 7 de julho de 1983, na Cidade de Nova Iorque. Ele não conheceu seu pai biológico. Ele e sua mãe, Kelly Houston, mudaram-se para Laramie, no estado de Wyoming, onde ela conheceu e se casou com Walter Eggers, professor de literatura inglesa na Universidade de Wyoming. O casal teve dois filhos gêmeos, Max e Sam, que também se tornaram cineastas. Em 1990, a família mudou-se para Lee, em Nova Hampshire, após Walter assumir o cargo de reitor na Universidade de Nova Hampshire.
Eggers retornou a Nova Iorque em 2001 para frequentar a American Musical and Dramatic Academy. Lá, desenvolveu interesse por design, direção e teatro, ao mesmo tempo em que demonstrava inclinação pelo cinema, por meio da direção e criação de curtas-metragens. Com frequência, sua infância na Nova Inglaterra serve de inspiração para seus trabalhos. Durante a produção do roteiro de seu primeiro longa-metragem, ele visitou diversas vezes o Plimoth Patuxet Museums, em Massachusetts.

## Carreira
Eggers iniciou sua carreira como designer e diretor de peças teatrais em Nova Iorque, antes de migrar para o cinema. Ele escreveu e dirigiu o filme de terror psicológico A Bruxa (2015) , sua obra de estreia. O longa teve sua primeira exibição no Festival Sundance de Cinema, em 2015, antes de ser adquirido pela A24. A Bruxa estreou nos cinemas em 19 de fevereiro de 2016, sendo amplamente elogiado pela crítica especializada. O filme arrecadou 40 milhões de dólares, frente a um orçamento de apenas 4 milhões. A produção também marcou a estréia de Anya Taylor-Joy nos cinemas.
Seu filme seguinte, O Farol (2019), também de ambientação histórica, foi igualmente aclamado. Eggers dirigiu o longa a partir de um roteiro idealizado por ele e seu irmão, Max Eggers e estrelado por Robert Pattinson e Willem Dafoe. 
Em 2022, foi lançado O Homem do Norte (The Northman), um épico viking inspirado na lenda de Amleth, que serviu de base para Hamlet, de William Shakespeare. O filme conta com Alexander Skarsgård, Nicole Kidman, Anya Taylor-Joy, Ethan Hawke, Björk e Willem Dafoe no elenco. Apesar da recepção crítica positiva, a obra não atingiu o desempenho esperado nas bilheteiras, cobrindo seu orçamento apenas após o lançamento em plataformas de streaming.
Ainda em 2015, foi divulgado que Eggers escreveria e dirigiria um remake do filme mudo alemão Nosferatu (1922). Em novembro de 2016, Eggers expressou surpresa ao ter Nosferatu como seu segundo filme, afirmando: “Parece algo feio, blasfemo, egomaníaco e repulsivo para um cineasta na minha posição fazer Nosferatu em seguida. Eu realmente planejava esperar um tempo, mas foi assim que o destino quis.”
Eggers havia dirigido uma peça sobre Nosferatu ainda no ensino médio, sendo posteriormente contratado para dirigir uma versão profissional dessa montagem — experiência que ele credita como o ponto de partida de sua carreira como cineasta. Por fim, optou por adiar a produção do longa-metragem enquanto se dedicava a outros projetos. Inicialmente, o elenco contaria com Anya Taylor-Joy, de A Bruxa, e o ator e cantor britânico Harry Styles, mas ambos acabaram se retirando do projeto.
Em setembro de 2022, foi anunciada a participação de Bill Skarsgård como o Conde Orlok, personagem-título de Nosferatu, e de Lily-Rose Depp como protagonista. Nosferatu (2024) tornou-se o quarto filme de Eggers. O filme, uma reformulação da obra Drácula, de Bram Stoker, obteve êxito de público e crítica, além de sucesso comercial.
Anunciado no fim de 2024, seu próximo projeto, Werwulf (ainda sem título em português), será um filme de terror sobre lobisomens ambientado na Inglaterra do século XII. A estreia está prevista para 25 de dezembro de 2026.

### Outros Projetos
Eggers iniciou o desenvolvimento de uma minissérie baseada na vida de Grigori Rasputin. No entanto, em 2024, anunciou que o projeto havia sido interrompido devido à impossibilidade de realizar filmagens na Rússia.
Além desse trabalho, desenvolveu outra obra de ambientação medieval, intitulada The Knight (O Cavaleiro, em tradução livre), que ainda aguarda produção.
Em junho de 2025, foi divulgado que o diretor estaria escrevendo uma nova adaptação de Um Conto de Natal de Charles Dickens, para a Warner Bros., com Willem Dafoe no papel do protagonista, Ebenezer Scrooge. Também foi informado que Eggers escreverá e dirigirá uma sequência do filme de fantasia Labirinto (1986).

## Estilo Cinematográfico
Um dos traços mais marcantes nos filmes de Robert Eggers é sua "atenção extrema aos detalhes". Todas as suas obras são dramas de época, reconhecidas por sua fidelidade histórica nos cenários, figurinos, modos de vida e, especialmente, pelo uso de uma linguagem compatível com o período retratado.
Em entrevista ao site Rotten Tomatoes, Eggers declarou não ter interesse em filmes ambientados na contemporaneidade, afirmando que a ideia de filmar tecnologias modernas lhe causa repulsa. Ao ser questionado sobre qual seria o período mais recente que aceitaria retratar, respondeu que iria, no máximo, até a década de 1950.

## Vida Pessoal
Eggers é casado com a psicóloga clínica Alexandra Shaker, sua amiga de infância. O casal vive no Brooklyn, em Nova Iorque, e tem um filho.

## Filmografia
| Ano  | Filme          | Creditado como | Creditado como | Creditado como | Notas                                |
| Ano  | Filme          | Director       | Escritor       | Produtor       | Notas                                |
| ---- | -------------- | -------------- | -------------- | -------------- | ------------------------------------ |
| 2015 | The Witch      | Sim            | Sim            | Não            | Estreia na direção de longa metragem |
| 2019 | The Lighthouse | Sim            | Sim            | Sim            | Co-escrito com Max Eggers            |
| 2022 | The Northman   | Sim            | Sim            | Não            | Co-escrito com Sjón                  |
| 2024 | Nosferatu      | Sim            | Sim            | Sim            |                                      |

### Outros trabalhos
| Ano  | Title                                     | Creditado como | Creditado como | Creditado como       | Notas       |
| Ano  | Title                                     | Director       | Escritor       | Designer de produção | Notas       |
| ---- | ----------------------------------------- | -------------- | -------------- | -------------------- | ----------- |
| 2007 | Hansel and Gretel                         | Sim            | Sim            | Sim                  | Filme curto |
| 2008 | The Tell-Tale Heart                       | Sim            | Sim            | Sim                  | Filme curto |
| 2009 | Drawing from Life                         | Não            | Não            | Sim                  | Filme curto |
| 2010 | Prelude and Fugue                         | Não            | Não            | Sim                  | Filme curto |
| 2010 | Confessional Stories: Voluntary Damnation | Não            | Não            | Sim                  | Filme curto |
| 2010 | Confessional Stories: First Confession    | Não            | Não            | Sim                  | Filme curto |
| 2010 | Monster                                   | Não            | Não            | Sim                  | Filme curto |
| 2011 | The Tailor                                | Não            | Não            | Sim                  | Filme curto |
| 2011 | The Five Stages of Grief                  | Não            | Não            | Sim                  | Filme curto |
| 2011 | Tell Your Friends! The Concert Film!      | Não            | Não            | Sim                  | Documental  |
| 2011 | In the Pines                              | Não            | Não            | Sim                  | Filme corto |
| 2012 | Anemone                                   | Não            | Não            | Sim                  | Filme corto |
| 2012 | Legacy                                    | Não            | Não            | Sim                  | Filme corto |
| 2012 | Esther                                    | Não            | Não            | Sim                  | Filme corto |
| 2013 | The House at the Edge of the Galaxy       | Não            | Não            | Sim                  | Filme corto |
| 2013 | Vivace!                                   | Não            | Não            | Sim                  | Filme corto |
| 2013 | Spirit Cabinet                            | Não            | Não            | Sim                  |             |
| 2014 | Rose                                      | Não            | Não            | Sim                  | Filme corto |
| 2015 | Brothers                                  | Sim            | Sim            | Não                  | Filme corto |

## Recepção
| Year | Film           | Rotten Tomatoes                                 | Metacritic                        |
| ---- | -------------- | ----------------------------------------------- | --------------------------------- |
| 2015 | The Witch      | 90% (7.8/10 classificação média) (325 críticas) | 83 (46 críticas)                  |
| 2019 | The Lighthouse | 90% (8/10 classificação média) (377 críticas)   | 83 (51 críticas)                  |
| 2022 | The Northman   | 90% (8/10 classificação média) (372 críticas)   | 100% (82\100 classificação média) |
| 2024 | Nosferatu      | 85% (8/10 classificação média) (293 críticas)   | 78% (58 críticas)                 |